# Higashi-Umeda (métro d'Osaka)
Higashi-Umeda (東梅田駅, Higashi-Umeda-eki) est une station du métro d'Osaka sur la ligne Tanimachi dans le quartier d'Umeda de l'arrondissement de Kita à Osaka.

## Situation sur le réseau
La station Higashi-Umeda est située au point kilométrique (PK) 10,3 de la ligne Tanimachi.

## Histoire
La station a été inaugurée le 24 mars 1967.

## Services aux voyageurs

### Accès et accueil
La station est ouverte tous les jours.

### Desserte
- Ligne Tanimachi :
  - voie 1 : direction Yaominami
  - voie 2 : direction Dainichi

### Intermodalité
La station fait partie d'un vaste complexe comprenant :
- la gare d'Osaka-Umeda (Hankyū, Hanshin),
- la gare d'Osaka (JR West),
- la gare de Kitashinchi (JR West),
- la station Umeda (ligne Midōsuji du métro d'Osaka),
- la station Nishi-Umeda (ligne Yotsubashi).

## Environs
- Umeda